# Mantelschwärzling
Der Mantelschwärzling (Nigrita fusconotus, Syn.: Nigrita fusconota), auch Weißbrustschwärzling genannt, ist eine afrikanische Vogelart aus der Familie der Prachtfinken. Neben der Nominatform wurde mit Nigrita fusconotus uropygialis Sharpe, 1869, eine Unterart beschrieben.
Der Mantelschwärzling hält sich überwiegend in den Baumwipfeln auf, sie fallen gewöhnlich durch ihren Gesang auf.

## Beschreibung

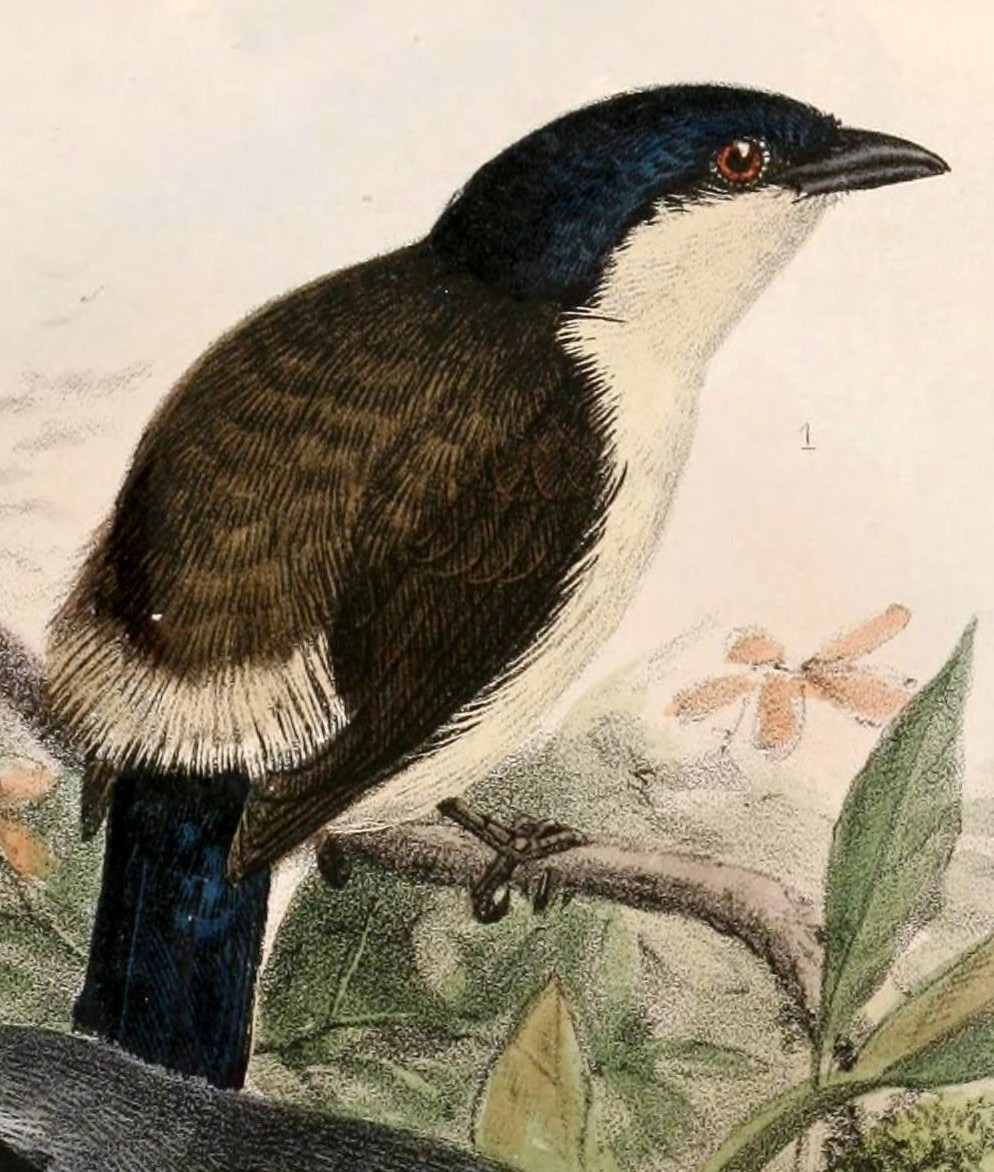
Mantelschwärzling, Illustration

Mantelschwärzlinge erreichen ein Körpergewicht von acht bis elf Gramm. Es existiert kein Sexualdimorphismus. Der Zügel, die Stirn und der Scheitel sind bei beiden Geschlechtern glänzend blauschwarz. Der Nacken ist gleichfalls schwarz, allerdings fehlt der blauschwarze Glanz. Der Rücken und die Flügel sind braun, lediglich die kleinen Flügeldecken sind schwarz. Bei der Nominatform ist der Bürzel wie der Rücken dunkelbraun gefärbt. Bei der Unterart Nigrita fusconotus uropygialis ist der Bürzel dagegen heller und geht ins blass gelb-bräunliche über. Der Schnabel ist schwarz, die Augenfarbe variiert von dunkel- über haselnussbraun bis dunkelrot.

## Verbreitung und Lebensraum
Das Verbreitungsgebiet des Mantelschwärzlings sind die Niederungswaldgebiete in West- und Zentralafrika. Es reicht vom Südosten Nigerias und den Niederungen Kameruns über Äquatorialguinea, Gabun, Kongo und der Zentralafrikanischen Republik bis nach Kenia, wo Mantelschwärzlinge allerdings nur im Kakamega Forest National Reserve vorkommen.
Die Unterart Nigrita fusconotus uropygialis ist weiter im Westen verbreitet. Ihr Vorkommen ist auf Waldgebiete an der Grenze Guineas zu Sierra Leone, auf Liberia, Ghana sowie die Elfenbeinküste begrenzt. In seinen Lebensraumansprüchen ist der Mantelschwärzling variabel. Auf der Insel Bioko, vor der Küste Kameruns, besiedelt er Wolkenwald und Bergheide, in Benin dagegen die Baumsavanne und in Sierra Leone und Gabun ist er häufiger auch in Schwärmen in Kakao- und Ölplantagen zu beobachten. Ansonsten ist er besonders häufig auf Waldlichtungen, an Waldrändern, entlang von Waldwegen sowie in Galeriewäldern vor. Er besiedelt auch Agrarland, wenn diese noch einen Bestand an hohen Bäumen aufweisen.
In Liberia werden zwei bis vier singende Männchen pro Quadratkilometer gezählt. In Gabun kommen durchschnittlich drei bis vier Brutpaare pro Quadratkilometer im Sekundärwald vor. In einigen Jahren verdoppelt oder verdreifacht sich jedoch die Bestandsdichte.

## Lebensweise
Mantelschwärzlinge leben paarweise, in Familiengruppen oder in kleinen Schwärmen mit bis zu zehn Individuen. Auf Kakaoplantagen in Liberia werden gelegentlich Trupps mit bis zu zehn Individuen beobachtet. In Baumwipfeln sind sie gelegentlich mit anderen Vogelarten vergesellschaftet. Die Nahrung besteht überwiegend aus Insekten, Beeren, anderen kleinen Früchten sowie kleinen Sämereien. Zu den Besonderheiten der Art gehört der regional unterschiedliche Gesang. Die Fortpflanzungszeit variiert in Abhängigkeit von den jeweiligen Verbreitungsgebieten. Das Nest ist ein Kugelnest mit einem seitlichen Eingang. Es wird aus dünnen Ästchen, trockenen Grashalmen, Blütenstängeln und Rindenstückchen errichtet. Das Kugelnest befindet sich meist sechs bis zehn Meter über dem Erdboden. Das Gelege besteht aus drei bis sechs weißschaligen Eiern.

## Belege

### Einzelbelege
1. ↑  Fry et al., S. 260.
2. ↑  Fry et al., S. 259.
3. ↑  Nicolai et al., S. 33.
4. ↑   Fry et al., S. 260